# Vicenç Coromina i Bartrina
Vicenç Coromina i Bartrina (* 1943 in Olot) ist ein katalanischer Galerist, Kunsthändler und Kunstmäzen aus der Künstlerstadt Olot, der sich vor allen Dingen um die Dokumentation und Förderung zeitgenössischer Künstler aus Olot, aber auch aus Gesamtkatalonien verdient gemacht hat.

## Leben
Als Schüler besuchte er die Grundschule und später die Handelsschule der Patres Escolapis in Olot. Später besuchte er die Acadèmia Almi in Olot. Mit dieser kaufmännischen Ausbildung trat er als junger Mann in das Lebensmittel- und Weinhandelsgeschäft seiner Familie in Olot ein. Hier verantwortete er vor allen Dingen das Auslieferungsgeschäft. Als Mann von Entschlossenheit und Initiative trat er in andere Geschäftsfelder, besonders in das Kultur- und Veranstaltungsmanagement ein. Er organisierte Tanzveranstaltungen im Festsaal Ideal, im Saló Nobel und in anderen Lokalitäten in und um Olot. Ab 1980 war er Teilhaber der Unternehmen Discoteka Pigall von Camprodon und Kratters von Olot. Später beteiligte er sich sechs Jahre lang am Teatre Principal von Olot. Er war der Initiator der Produktion des 1982 in Olot gedrehten Films Naftalina.
1975 war Coromina in Olot in das Verlagsgeschäft eingetreten. In Folge dieser Tätigkeit gab er vor viele Publikationen zur kontemporären Kunst in Olot und in Katalonien heraus. Darüber hinaus agierte er organisatorisch wie geschäftlich seit den 1980er Jahren als wichtiger Treiber der Olotenser Kunstszene. Er organisierte diverse Kunstversteigerungen, Kunstmessen und Kunstausstellungen in Olot. Ein Teil dieser Events fand in seiner Olotenser Kunstgalerie Els 4 Cantons (Die vier Ecken) statt, in der häufig Kunstgespräche geführt wurden und immer noch geführt werden.
Bleibendes Verdienst hat sich Coromina durch die Herausgabe und Veröffentlichung von nicht-akademischen Übersichtwerken zur Olotenser Kunstszene wie Olot Art, Doscents Anys de Pintura. (Zweihundert Jahre Malerei in Olot, 1979); 80 Artistes Olotins del anys 80 (80 Olotenser Künstler aus den 1980er Jahren, 1982) und von Monografien zu einzelnen Künstlern wie beispielsweise derjenigen von Rafael Griera, Manuel Zamora Muñoz oder Joan Vila i Arimany erworben.